# Вандирендонк, Шанталь
Шанталь Вандирендонк (нидерл. Chantal Vandierendonck; род. 31 января 1965) — нидерландская теннисистка-колясочница, бывшая первая ракетка мира в одиночном и парном разрядах. Чемпионка мира 1991, 1996 и 1997 годов, победительница показательного турнира Паралимпийских игр 1988 года, двукратная чемпионка Паралимпийских игр (1992, 1996) в парном разряде и двукратный призёр в одиночном, 9-кратная победительница Открытого чемпионата США (7 раз в одиночном разряде и 2 раза в парном) в рамках Суперсерии. Член Международного зала теннисной славы с 2014 года.

## Игровая карьера
В юности Шанталь Вандирендонк была подающей надежды теннисисткой, входившей в молодёжную сборную Нидерландов. Однако в 1983 году девушка попала в автомобильную аварию и навсегда потеряла возможность ходить.
Остаться в теннисе Вандирендонк помог случай: она услышала от дяди о теннисе на колясках, соревнования по которому тот увидел по телевизору. Она быстро освоилась в новой игре и активно участвовала в её развитии и пропаганде. С 1985 по 1993 год она семь раз побеждала в Открытом чемпионате США — турнире, входившем в первую Суперсерию тенниса на колясках, а также завоевала на этом соревновании два титула в парном разряде.
На Паралимпиаде 1988 года теннис на колясках появился в программе как показательный вид. К участию в соревнованиях были отобраны по четыре лучших мужчины и женщины по результатам последнего Открытого чемпионата США. В финале Вандирендонк встречалась со своей соотечественницей Моник ван ден Бош, которой перед этим проиграла в Открытом чемпионате США. Ван ден Бош вела в матче 6:0, 3:0, но из следующих 15 геймов Вандирендонк выиграла 12, став победительницей выставочного турнира.
В 1991 году, в первый год, когда Международная федерация тенниса (ITF) определяла чемпионку мира по теннису на колясках, этот титул завоевала Шанталь Вандирендонк. Ещё дважды она становилась чемпионкой мира в 1996 и 1997 годах. В общей сложности она провела в ранге первой ракетки мира в одиночном разряде 136 недель, а в парном — 107. На Паралимпийских играх 1992 и 1996 годов Вандирендонк и ван ден Бош становились чемпионками в парном разряде. В одиночном турнире В Барселоне Вандирендонк проиграла в финале, а четыре года спустя в Атланте завоевала бронзовую медаль.
Шанталь Вандирендонк завершила игровую карьеру с балансом побед и поражений 254-51 (в том числе 175-39 в одиночном и 79-12 в парном разряде). В 2014 году её имя было включено в списки Международного зала теннисной славы — она стала третьей представительницей тенниса на колясках и первой женщиной в этом виде, включённой в списке Зала славы.